# Villa Rossi
Villa Rossi es una localidad situada en el departamento Presidente Roque Sáenz Peña, provincia de Córdoba, Argentina.

## Geografía

### Ubicación
Se encuentra a 37 km de Laboulaye, ciudad cabecera del departamento. Cuenta con un acceso de 15 km totalmente asfaltado sobre Ruta Nacional N7. Está situada a 400 km de la Ciudad de Córdoba y a 500 km de la ciudad de Buenos Aires.

### Población
Cuenta con 515 habitantes (Indec, 2022), lo que representa un incremento del 1,4% frente a los 508 habitantes (Indec, 2010) del censo anterior.
| Gráfica de evolución demográfica de Villa Rossi entre 1991 y 2022 |
|                                                                   |
| Fuente: Censos nacionales del INDEC                               |

### Sismicidad
La sismicidad de la región de Córdoba es frecuente y de intensidad baja, y un silencio sísmico de terremotos medios a graves cada 30 años en áreas aleatorias. Sus últimas expresiones se produjeron:
- 22 de septiembre de 1908 (116 años), a las 17.00 UTC-3, con 6,5 Richter, escala de Mercalli VII; ubicación 30°30′0″S 64°30′0″O / -30.50000, -64.50000; profundidad: 100 km; produjo daños en Deán Funes, Cruz del Eje y Soto, provincia de Córdoba, y en el sur de las provincias de Santiago del Estero, La Rioja y Catamarca[3]
- 16 de enero de 1947 (78 años), a las 2.37 UTC-3, con una magnitud aproximadamente de 5,5 en la escala de Richter (terremoto de Córdoba de 1947)[2]
- 28 de marzo de 1955 (70 años), a las 6.20 UTC-3 con 6,9 Richter: además de la gravedad física del fenómeno se unió el desconocimiento absoluto de la población a estos eventos recurrentes (terremoto de Villa Giardino de 1955)
- 7 de septiembre de 2004 (20 años), a las 8.53 UTC-3 con 4,1 Richter
- 25 de diciembre de 2009 (15 años), a las 21.42 UTC-3 con 4,0 Richter

## Servicios, Educación y Economía

### Servicios
Desde 2023, el ingreso a Villa Rossi está completamente asfaltado, lo que ha mejorado significativamente la accesibilidad y la conexión con otras localidades. Además, la localidad cuenta con una planta de ósmosis inversa que provee agua potable a toda la comunidad, asegurando un suministro de calidad.
En cuanto a conectividad, los habitantes disponen de señal de la empresa Personal y ya ha llegado la fibra óptica, aunque su desarrollo aún está en progreso. A futuro, se espera que este servicio mejore la calidad de las comunicaciones. Por último, Villa Rossi cuenta con servicio de gas natural, lo que representa un avance importante en la calidad de vida local. 

### Educación
Villa Rossi cuenta con instituciones educativas a nivel inicial, primario y secundario, brindando formación a los niños y jóvenes de la localidad y de zonas cercanas.

### Economía
La principal actividad económica de la localidad es la agricultura seguida por la ganadería, siendo el principal cultivo la soja.
En el año 1997, una intensa lluvia hizo desaparecer una gran cantidad de ganado y cereales, afectando de sobremanera a la población. En solo 2 horas se registraron 320 mm dejando un solo camino como salida durante meses. Una de las fuentes de trabajo principales en la región era la fábrica "La Paulina", la cual fue cerrada porque desaparecieron la mayoría de los tambos. Enormes cantidades de Familias se mudaron a grandes ciudades en busca de trabajo y progreso. Para prevenir estos desastres pluviales, se ha construido a 3 km de la localidad una estación hidrometeorológica que previene las inundaciones.

## Deportes
El deporte es un componente clave de la vida social en Villa Rossi. El Club Atlético La Lonja es la única institución deportiva de la localidad, ofreciendo disciplinas como el fútbol y el hockey. Los equipos locales son conocidos por fomentar la participación tanto de jóvenes como de adultos en torneos regionales y provinciales. El club es un punto de encuentro comunitario y uno de los pilares sociales del pueblo. 
También el pueblo fue famoso por la práctica de Pelota Paleta, durante muchos años grandes referentes del deporte participaron en campeonatos y eventos demostrando sus cualidades en esa cancha tan difícil y compleja. Hoy en día la cancha, de propiedad y administración privada,  se encuentra cerrada y demuestra un gran estado de deterioro.  
En cada verano, desde el 2004, se realiza la “Escuela de Verano” que desde sus comienzos no ha cesado de recibir niños dispuestos a recrearse, aprender, compartir y divertirse en tiempos de vacaciones.
Asimismo, funciona en inmediaciones del Club Atlético La Lonja, la "Escuelita de Fútbol Infantil", involucrando a niños de la localidad y ciudades vecinas en la práctica del deporte.